# 斯洛伐克國家圖書館
斯洛伐克國家圖書館是斯洛伐克的國家圖書館，收藏有超過490萬件圖書和文件。斯洛伐克國家圖書館的部分設施也是博物館，收藏和展示有關斯洛伐克文學史的展品。

## 外部連結
- Official site （页面存档备份，存于） （斯洛伐克文）
- dikda.eu （页面存档备份，存于） - Digital Library and Digital Archive - website of national digitization project DIKDA
- www.spytajtesakniznice.sk （页面存档备份，存于） - Ask a Librarian portal of the Slovak Republic